# Monumento a Giuseppe de Nava

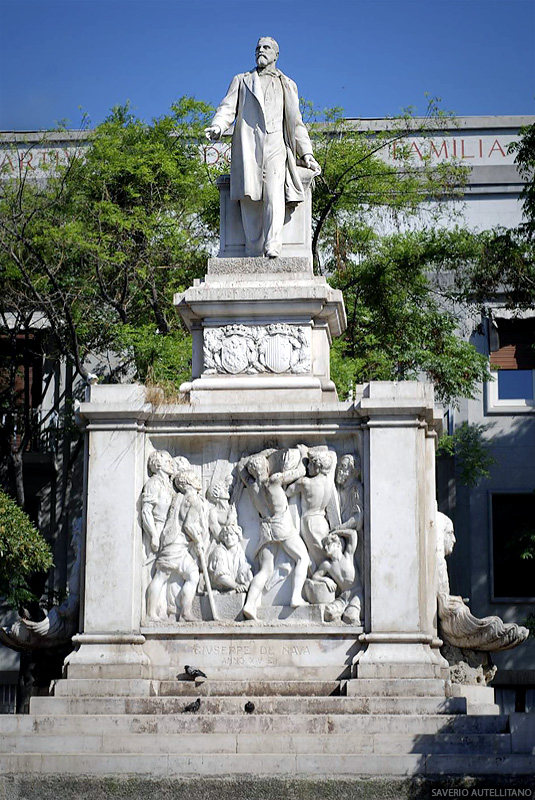
Il Monumento opera di Francesco Jerace.

Il Monumento a Giuseppe de Nava sorge al centro dell'omonima piazza di Reggio Calabria, di fronte al Museo Nazionale della Magna Grecia, all'estremità nord del corso Garibaldi.
Il monumento, opera dello scultore Francesco Jerace, artista polistenese fu eretto nel 1936.
È costituito da una statua marmorea, che raffigura lo statista reggino Giuseppe de Nava, posta su un alto basamento istoriato con altorilievi che propongono nella parte più in basso scene di lavoro. Nella parte più in alto, poco sotto la statua, sono raffigurati i due stemmi reggini:
- lo stemma di San Giorgio, il patrono della città che a cavallo con una lancia colpisce un drago;
- lo stemma della provincia di Reggio, con le croci delle due Calabrie.

Sui laterali del basamento vi sono due fontane, entrambe dal viso di donna con in basso due grandi conchiglie e più giù, sotto di queste, due ampie vasche.
La figura del De Nava, scolpita con lo sguardo fiero, il piede sinistro e la mano destra in avanti, rappresenta la riconoscenza del popolo reggino per l'alto senso morale e per le eccezionali doti umane che il De Nava, giurista, uomo politico e accanito difensore dei diritti della sua gente, dimostrò fino al giorno della propria morte, lasciando alla sua città la ricca ed importante biblioteca e la propria casa.

## Galleria d'immagini

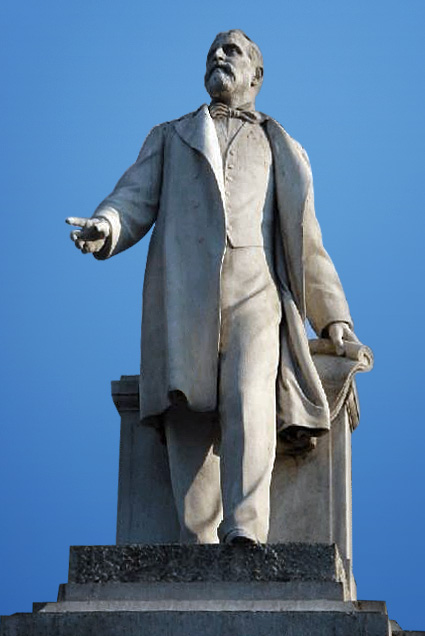
particolare: la statua del De Nava
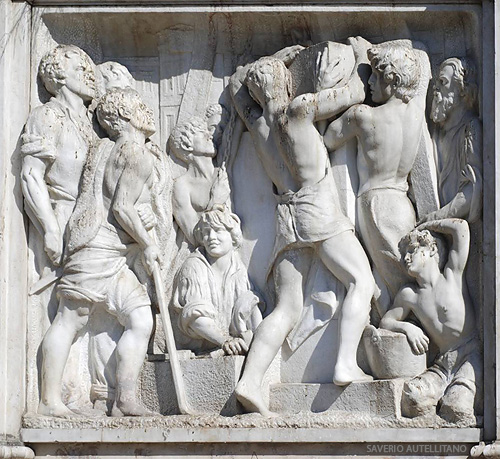
particolare: scene di lavoro
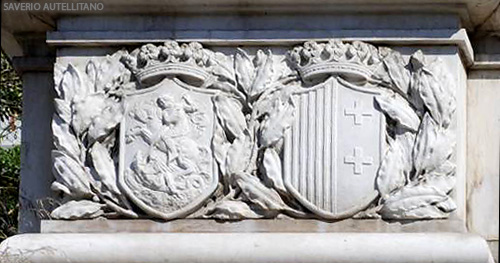
particolare: stemma della città di Reggio e stemma della Provincia di Reggio